# Schweigen ist Gold (1947)
Schweigen ist Gold (Originaltitel Le silence est d’or) ist ein nostalgisch gefärbter, französischer Spielfilm aus dem Jahre 1947 von René Clair mit Maurice Chevalier in der Hauptrolle. Für den soeben (1946) aus dem US-Exil heimgekehrten Regisseur wie für den daheimgebliebenen Sängerstar war dies der erste Nachkriegsfilm.

## Handlung
Frankreich zur Zeit der Belle Époque. Das 20. Jahrhundert hat soeben begonnen, und in den ersten, noch ziemlich einfachen Pariser Filmstudios sind einige Wagemutige begeistert dabei, Szenen und Handlungen auf Zelluloid zu bannen. Im Zentrum des Geschehens steht der alte Schwerenöter und Weiberheld Émile Clément, der sich ebenfalls in diesem Metier versucht und als Regisseur kleine Filmchen auf die Beine stellt. Eines Tages taucht bei ihm die blutjunge Madeleine Célestin auf, die Tochter einer alten Jugendfreundin. Emile wird aufgetragen, auf die Kleine im „sündigen“ Paris zu achten, doch das Mädchen hat es faustdick hinter den Ohren. Madeleine versteht es wunderbar, alte wie junge Männer um den Finger zu wickeln. Auch Monsieur Émile, wie man Clément überall respektvoll nennt, und dessen Assistent und Adoptivsohn Jacques Francet, der zuvor von Émile höchstpersönlich in das „Geheimnis der Frauen“ und den Umgang mit ihnen eingeweiht worden war, verlieben sich sofort in die hübsche junge Frau.
Émile befolgt in seiner eigenen Causa seine eigenen „klugen“ Ratschläge nicht mehr und will wie ein grünschnabeliger Teenager das junge Ding aus der Provinz für sich erobern. Auch Jacques hat ein Auge auf Madeleine geworfen. Rasch avanciert er zum Konkurrenten und Nebenbuhler um die Gunst Madeleines. Doch Jacques hat viel von seinem Adoptivvater und Vorbild gelernt und schlägt diesen mit dessen eigenen Waffen. Der junge Assistent weiß dank Émiles Lehren das Herz der jungen Dame für sich zu erobern. In der Erkenntnis eigener Chancenlosigkeit muss sich Émile schließlich geschlagen geben. Doch dies tut der engen Beziehung der beiden Männer zueinander, von der Madeleine zuvor nichts wusste, keinen Abbruch. Der alte Mann zieht sich altersweise zurück und überlässt der Jugend ihr Liebesglück. Der Film schließt mit einem Bekenntnis zum Happy End. Die letzten Worte lauten: „Sie mögen gern, wenn dies gut endet?“

## Produktionsnotizen
Schweigen ist Gold entstand vom 14. Oktober 1946 bis zum 1. Februar 1947 in Paris. Die Uraufführung fand am 21. Mai 1947 statt, die deutsche Erstaufführung erfolgte noch im selben Jahr, am 22. Oktober 1947. Am 30. Januar 1967 erfuhr Schweigen ist Gold in der ARD seine deutsche Fernseherstausstrahlung.
Die Chevalier-Rolle sollte ursprünglich der Schauspieler Raimu übernehmen, doch starb dieser unmittelbar vor Drehbeginn am 20. September 1946. Für Maurice Chevalier ergab sich mit diesem Film die Gelegenheit, den bei der Befreiung Frankreichs (1944/45) zunächst gegen ihn ausgesprochenen Filmbann zu durchbrechen. Er war während der deutschen Besatzungszeit vor deutschen Soldaten aufgetreten, was ihm den Vorwurf der Kollaboration eingebracht hatte. Böse Zungen nannten ihn daraufhin (in deutscher Übersetzung seines französischen Namens) „Herr Moritz Reiter“.
Léon Barsacq und Guy de Gastyne schufen die Filmbauten. Alain Douarinou arbeitete als einfacher Kameramann für Armand Thirard.
Der Film wurde zur Hälfte mit US-amerikanischen Geld (seitens der R.K.O.) finanziert. Er kostete rund 100 Millionen (alte) französische Francs.

## Auszeichnungen
Der Film erhielt mehrere Auszeichnungen:
- 1947: Kritikerpreis (Bester Film) für René Clair beim Internationalen Filmfestival von Locarno
- 1948: Kritikerpreis des französischen Syndikats der Filmkritiker 1948
- 1952: CEC Preis in Spanien für den besten ausländischen Film

## Kritiken
„Auch dieser René-Clair-Film ist imprägniert von der unnachahmlichen Eigenart seines genialen Schöpfers. Es blinkt, blitzt und sprüht von Einfällen, von bezaubernden und burlesken Situationen. Alles hat das flinke Tempo des Pariser Vaudevilles. Und René Clair liebt es auch hier, in einer Romantik unterzutauchen, die das Surreale streift. Es ist ein sehr französischer Film geworden. Nichts ist daran amerikanisch, bis auf eine Kleinigkeit: die Hälfte des Geldes, das er kostete. Und er kostete ziemlich viel: 100 Millionen Franks. Ein Tonfilm vom Stummfilm.“

Reclams Filmführer urteilte: „Nach seiner Rückkehr aus dem Exil knüpfte Clair da an, wo er rund 15 Jahre vorher aufgehört hatte: Er drehte eine liebenswürdige Komödie aus dem Alltag einfacher Leute. Gleichzeitig war dies aber ein ‚Hommage‘ an die Pioniere des französischen Films. Und die liebevolle Ironie, mit der er die Welt des Films zeichnete, gehört zum Besten in Le silence est d‘or.“

„Die sentimentale, aber ironisch aufbereitete Geschichte nutzt Clair auch für eine perfekte Inszenierung der Kinoanfänge um 1900. Ein liebevoll inszenierter Film, der bis ins kleinste Detail stimmig ist.“

„… kehrte Clair kurz nach Kriegsende wieder in seine Heimat zurück und schloß mit dem melancholischen Abgesang auf die Liebe, ‚la vie parisienne‘ und die Anfänge der Kinematographie, ‚Schweigen ist Gold‘, nahtlos an seine Vorkriegskunst an.“